# MSK-IX
MSK-IX (прежние названия — M9-IX, Московский Internet Exchange) — крупнейшая российская точка обмена интернет-трафиком, оператор платформ для масштабирования сетей и сервисов в Интернете.
В портфель MSK-IX входит три географически распределенные платформы:
- Internet eXchange — платформа для пирингового взаимодействия сетей и оптимизации маршрутов трафика по протоколу IP. Платформа Internet eXchange под управлением MSK-IX входит в десятку крупнейших в мире[англ.];
- Instanet — платформа для выделенного защищенного доступа к облачным сервисам и дата-центрам через сеть MSK-IX;
- Медиалогистика — платформа для B2B-дистрибуции телесигналов по протоколу IP;
- DNS-облако — платформа DNS-хостинга для доменных зон верхнего уровня.

Также MSK-IX предоставляет услуги размещения оборудования в собственном дата-центре M9.PLUS и на партнерских площадках.
MSK-IX — это не только сетевой сервис, но и сообщество профессионалов в области телекоммуникаций. Ежегодно MSK-IX проводит встречи участников, основными темами которых являются вопросы взаимодействия интернет-операторов с целью улучшения доступности информационных ресурсов и развития новых услуг.О компании

## История
В 1995 году московские интернет-провайдеры Демос, Релком, МГУ, НИИЯФ МГУ (Radio-MSU), FREEnet, Ассоциация RELARN и Роспринт заключили соглашение о создании первого в стране узла Internet eXchange. Соглашение было мотивировано желанием операторов оптимизировать маршруты трафика, сократить задержки при передаче сетевых пакетов и уменьшить загрузку дорогостоящих международных каналов связи.
Местом размещения узла была выбрана Московская междугородная телефонная станция № 9 (ММТС-9), по имени которой проект получил своё первое название M9-IX. На M9 (ул. Бутлерова, д. 7) приходили международные и междугородные каналы связи и размещалось оборудование многих интернет-провайдеров. Такая ситуация сложилась потому, что ещё с 1992 года аффилированный с КИАЭ «Релком» решил размещать здесь оборудование, так как станция поддерживала новые цифровые телефонные технологии, важные для основного в то время пользовательского dialup-доступа. На станцию поставили подаренный американцами сервер KremlSun с условием сделать его корневым сервером российской DNS. Следом, в 1994 году, станция стала узлом полугосударственной опорной оптоволоконной сети ЮМОС («Южная московская опорная сеть»).
Координация проекта была поручена Российскому НИИ развития общественных сетей (РосНИИРОС).
В 2001—2013 годах координацию и управление проектом осуществляла автономная некоммерческая организация «Центр взаимодействия компьютерных сетей „MCK-IX“».
С 2013 года проектом MSK-IX управляет акционерное общество «Центр взаимодействия компьютерных сетей „МСК-IX“».
C 2002 года MSK-IX является членом международной Ассоциации Euro-IX.

## Инфраструктура

### Сеть MSK-IX
Сеть MSK-IX обеспечивает доступ к сервисным платформам MSK-IX и является сетью коммутации пакетов Ethernet с поддержкой разделения на виртуальные сегменты (VLAN) в соответствии со стандартом IEEE 802.1q. Наряду с широко распространенным протоколом IPv4, все службы и сервисы MSK-IX поддерживают протокол IPv6.
Клиенты подключаются к сети MSK-IX портами 10 Мбит/с, 100 Мбит/с, 1 Гбит/с, 10 Гбит/с, 100 Гбит/с, а также агрегированными портами 10 Гбит/с в соответствии со стандартом 802.3ad.
Сеть MSK-IX в Москве имеет топологию «двойное ядро», выбранную по критериям отказоустойчивости, масштабируемости и высокой скорости передачи данных.
Клиентам, использующим платформу Internet eXchange, предоставляется доступ к службе обмена маршрутной информацией Route Server (интеллектуальный рефлектор BGP-маршрутов).

### География
Инфраструктура MSK-IX включает в себя 38 узлов, расположенных в 10 городах в основных точках концентрации телекоммуникационных ресурсов:
1. Москва.
2. Санкт-Петербург.
3. Ростов-на-Дону.
4. Ставрополь.
5. Самара.
6. Казань.
7. Екатеринбург.
8. Новосибирск.
9. Владивосток.
10. Удомля.

### Участники пирингового взаимодействия и трафик
Участником пирингового взаимодействия через платформу Internet eXchange может стать любая организация, имеющая статус юридического лица и управляющая автономной системой (AS), являющейся частью глобальной сети Интернет. Подключение к MSK-IX осуществляется по договору с АО «ЦВКС „МСК-IX“».
На 8 мая 2018 года к платформе Internet eXchange MSK-IX подключены 522 автономные системы. Их контролируют операторы связи, интернет-компании, провайдеры CDN, хостинга и облачных сервисов, государственные организации, научные и образовательные учреждения. Пиковый трафик через сеть MSK-IX достиг отметки 3,3 Тбит/с.
Платформа Internet eXchange MSK-IX входит в пятерку крупнейших платформ Internet eXchange в мире по числу подключенных участников и по показателям трафика.
По собственной оценке MSK-IX, доля пирингового трафика через MSK-IX во внутрироссийском межоператорском трафике составляет 10-20 %. Остальной трафик передается по прямым (приватным) стыкам между операторами и источниками контента.

## Платформы

### DNS-облако
DNS-облако — распределенная платформа под управлением MSK-IX, обеспечивающая отказоустойчивость и быстродействие службы DNS для обслуживаемых доменных зон. Узлы DNS-облака MSK-IX установлены в 7 федеральных округах России, а также в странах Европы и Америки. Применение технологии IP-anycast обеспечивает взаимозаменяемость узлов и повышенную устойчивость службы DNS к сетевым атакам и локальным авариям в сети Интернет. Обращения к обслуживаемым доменным зонам производятся к ближайшему DNS-узлу MSK-IX по наиболее короткому сетевому маршруту с максимальной скоростью отклика.
Ресурсы DNS-облака MSK-IX используются для обеспечения работы службы DNS для российских национальных доменов верхнего уровня .RU, .РФ, а также для доменов .ДЕТИ, .TATAR и .SU. Кроме того, именно на MSK-IX расположены альтернативные DNS сервера Национальной системы доменных имен (НСДИ), разработанной в 2019 году Роскомнадзором, на которую он обязывает переключать рекурсивные DNS сервера российских интернет-провайдеров и организаторов распространения информации (Закон о «суверенном интернете»).

## Публичные сетевые сервисы MSK-IX
MSK-IX поддерживает публичные сетевые сервисы для профессионалов в области телекоммуникаций и широкого круга интернет-пользователей:
- Whois Server — зеркало базы RIPE DB ripe-whois.ix.ru;
- DNS Server — кэширующий DNS-резолвер dns.ix.ru;
- NTP-сервер точного времени ntp.ix.ru (ntp.msk-ix.ru Московский) высшего (stratum 1) уровня точности. В качестве источника синхронизации используется эталонный сигнал времени со спутниковых систем ГЛОНАСС и GPS.

## Мероприятия для сетевого сообщества
C 2005 года MSK-IX проводит в декабре в Москве ежегодную конференцию «Пиринговый форум MSK-IX», объединяющую экспертов и практиков телеком-индустрии. Также MSK-IX является организатором конференции «День MSK-IX в Санкт-Петербурге» (ранее — IPv6 Day&More), встреч партнеров и участников MSK-IX в других российских городах. Компания несколько раз выступала принимающей стороной международной конференции ENOG и RIPE NCC Regional Meeting и регулярно принимает участие во встречах международной ассоциации Euro-IX.